# Dragons Teeth
Die Dragons Teeth (aus dem Englischen übersetzt Drachenzähne, in Argentinien Punta Dientes de Dragón) sind eine Gruppe von Rifffelsen vor der Nordküste der Trinity-Halbinsel im Norden der Antarktischen Halbinsel. Sie liegen vor dem nordöstlichen Teil der Astrolabe-Insel.
Das UK Antarctic Place-Names Committee verlieh ihnen am 31. August 1962 ihren deskriptiven Namen.